# 許美靜
許美靜（英語：Mavis Hee；1974年9月27日—），原名許美鳳，新加坡女歌手。於1990年代中後期在華語流行音樂市場廣受歡迎，亦憑《倾城》、《明知故犯》等歌曲在香港走紅。2000年以後退隱歌壇，开始从事公益活動。2006年6月曾出現於媒體，之後因罹患精神疾病而繼續淡出。

## 生涯經歷

### 早年生活與成為歌手
許美靜早年在新加坡大巴窯生活，就讀培青學校及東巴窯中學（East Payoh Secondary School，已停辦）。1992年中學畢業後參加新加坡華裔小姐比賽獲得「友誼小姐」及「最上鏡小姐」。在1993年參加新加坡《尋找巨星》歌唱比賽並獲佳和唱片簽約。
1994年推出首張個人專輯《明知道》，因在星馬地區創造好成績，也讓台灣唱片公司開始關注到許美靜。李宗盛曾力邀她加盟滾石唱片，然而她為求與陳佳明合作共事而加盟陳任職之上華唱片。接下來發行的《遺憾》為首張進軍台灣市場的專輯，在台創下60萬張的銷量，有《遺憾》、《鐵窗》及《城裡的月光》廣為傳唱的經典名曲。1996年底出版的《都是夜歸人》乘勝上張專輯，在台銷售超過55萬張。接連發行的兩張專輯在亞洲銷售皆超過200萬張，其中《遺憾》更是預估超過250萬張。
1997年以粵語歌曲《明知故犯》和《傾城》兩首廣東歌曲打進香港與東南亞市場，兩首歌曲皆收錄於《靜聽精彩13首》精選輯，當時在香港佔據流行榜冠軍達3周，在香港銷售達15萬，已是當時香港天王天后級別的成績。她曾被稱為「小王菲」與「天后殺手」，更憑《明知故犯》勇奪香港電台十大中文金曲頒獎禮的「十大中文金曲獎」。1997年底在台灣發行第四張國語專輯《蔓延》，雖然專輯在台賣出20萬張成績不俗，然而並沒有達到預期的數字。
1998年初到台灣開演唱會，被台灣入境部門拒絕入境，理由是台南市政府警察局行文內政部警政署入出境管理局指她曾在台南市「非法工作」，被列為不受歡迎人士。她其後轉向其他地方發展，在香港以及東南亞發行首張全粵語專輯《好美靜》，偶然會到中國演唱，其餘時間則常在外地旅遊，期間也有發行粵語EP《一場朋友》。因執意選擇與陳佳明共事，有傳許對其萌生愛意但沒有結果告終，但未能證實。
1999年經過入境風波後回歸台灣市場發行第五張專輯《快樂無罪》，在台也達到超過25萬佳績。同年中與上華唱片約滿發行國語精選輯《Review 1996～1999》，收錄一首新歌〈你抽的煙〉，因配合當時台灣中視「花系列」劇集的熱播，此精選在台創下近50萬的銷量，也因原本約滿不再續約的上華唱片以高額簽約金續約許美靜。2000年發行國語專輯《靜電》，專輯主打電子風格，為許美靜重要的音樂轉換里程碑。但在發行完《靜電》後，許美靜因感情以及精神狀況，退隱於演藝圈。

### 退出娛樂圈後與間斷演出
2003年，曾傳出許美靜已懷孕的消息，卻一直未獲證實。
2006年6月22日晚，許美靜於新加坡濱海城的六星級麗嘉酒店跟蹤陌生人進入酒店房間，叩頭並高喊「Call Me God」，因動機不明，被當場警方疑似精神異常狀況逮捕，留在心理衛生學院觀察，6月28日有傳媒指許美靜已被列為情況嚴重的病人，只准家屬探望，但傳媒仍未目睹許美靜之出現；及後詢問共事之台灣友人稱同年3月見面時並無異樣。至7月20日，有消息指許美靜已被醫生證實患上思覺失調症，警方已決定不提出控告，並結束調查。她後來出院，並主動邀媒體說明整個狀況，並在好友美髮師顏天發等人的疏導下，決定要復出歌壇。
據新加坡《聯合早報》2006年11月7日專訪，許美靜說新專輯仍會找緋聞對象陳佳明擔任製作人。許美靜強調：「我喜歡跟他合作，他會接受別人的意見，而且了解我的音樂風格和市場口味。」許美靜也再次重申，她對陳佳明只是音樂上的欣賞，並對大鬧酒店事件再度讓大家關注她與陳佳明緋聞之際，陳佳明都沒站出來說明給予維護。許美靜說，陳佳明不站出來反而需要更大的勇氣，因為會被大家誤會，沒有出面是因為不想讓事件愈滾愈大，所以沒有出面。許美靜說，新專輯仍以情歌為主，但還在選歌階段，有來自台灣和其他地方音樂人的作品，她也創作了五首歌曲，將和這些音樂人的作品公平競爭。至於發行日期，許美靜說還沒確定，要一步一步來；對外傳她有可能在2007年開演唱會，許美靜也說，將以專輯為主，演唱會不急。
2012年7月15日，参加新加坡戏剧情牵30-我们的电视剧主题曲，演唱4首歌《城里的月光》、《遗憾》、《阳光总在风雨后》及《星洲之夜》。
2013年6月22日，参加深圳卫视的《年代秀》节目，演唱《城里的月光》和《阳光总在风雨后》 这也是她十多年来第一次参加综艺节目，或许也是她选择复出走的第一步。
2014年2月15日，担任孙燕姿克卜勒Kepler世界巡迴演唱會在台北小巨蛋場的嘉賓。
2015年10月4日，参加简单生活节。
2018年9月14日，担任江苏卫视的《金曲捞之挑战主打歌》的嘉宾。
2019年8月間，有歌迷發現許美靜出現在新加坡烏節路當街頭藝人，同時控訴家人與經紀人陳佳明「家人為奪家產硬拖自己去板橋醫院治療」，並稱與其斷絕關係。9月6日被當地大喜新媒体報道，及後再接受其訪問時表示自己不是在「賣唱」，也並沒有精神狀況不好，只是因為已停用社交網路服務而選擇直接在路邊，來跟朋友求助，並希望讓大家知道這個「很長的故事」；並解釋當初因為獨自工作而不安，加上長期工作疲累，娛樂圈與其個性不合而退出，但仍偶爾有接到中國大陸的演唱會工作。
2021年，許美靜入院調養，2023年出院。
2024年4月20日，許美靜在南京五台山体育中心舉辦演唱會，不過有歌迷指她全程唱不到半小時，其餘時間都是後面伴奏的樂隊在演唱，她的經紀人上台和大家聊天快1小時。很多歌迷當場就要求退票。當地文旅局接到投訴電話，表示正在了解情況。

## 其他相關
1996年在台灣發行的專輯《遗憾》裏歌曲《城里的月光》紅遍大街小巷，成为许美静温暖型歌曲的代表作；同年底發行的專輯《都是夜歸人》也是许美静最广为人知的经典唱片之一。
1997年许美静以新歌加精选辑《靜聽精彩13首》進軍香港乐坛，以首張專輯《明知道》裏同名歌曲的粵語版《明知故犯》風靡整個香港，並勇奪當年十大中文金曲獎，專輯在香港也獲得三白金(15萬張) 的高銷量。
1999年专辑《快樂無罪》在音乐高度方面更上一層樓，歌曲《风的叹息》為台湾女诗人李格弟的词作；創作才女陈冠蒨的词曲作品《回心转意》也是许美静演绎女性内心深度世界的发展方向。2000年的專輯《静电》唱片全面采用电子音乐元素，並继续邀约女性音乐人的作品，如陳珊妮的詞曲創作《眼睛》。
許美靜主要的音樂搭檔是陳佳明。她的音樂特點是靜寂、暗冷，一個特別突出的標誌是旋律通常非常流暢優美，偶爾也會有一些活潑或另類的歌曲。歌詞的特點，就是描繪出一幅在漠然的現代社會中失望、無奈、頽廢但又渴望撫慰的都市愛情觀。她在唱片内頁和MV中的造型也是很陰沉，總是低著頭一幅失落的樣子。但基本每一張唱片都會包括一兩首非常勵志溫暖的勵志歌曲，比如《城裡的月光》、《陽光總在風雨後》等。同時她的嗓音也很柔和、低沉，從沒有大聲叫嚷的歌曲。
由於其頽廢、失落、寂寞的音樂和體現出的愛情觀，不少人喜歡把她和王菲放在一起談論。許美靜從1996年到2000年之間受到國語音樂市場的廣泛青睞，她的很多歌曲因為旋律優美、意境低鬱，都是電台電視台競相播放的對象，尤其受到大都市白領群體的推崇。
許美靜本人非常低調，性格也內向與憂鬱，和其他的人氣女歌手來比，媒體通常沒有關於她的私人消息。

## 音樂作品

### 正規專輯
| 發行日期   | 專輯名稱   | 專輯型態      | 語言 | 唱片公司 | 版本 |
| 1994年8月  | 明知道     | 第1張國語專輯 | 國語 | 佳和唱片 | 1994年8月新加坡版/1996年臺灣、香港、大陸版/2001年5月再版                                                                                             |
| 1995年12月 | 遺憾       | 第2張國語專輯 | 國語 | 上華唱片 | 1995年12月新加坡版/1996年6月臺灣版/1996年香港版/2005年環球留聲經典復刻/2021年NEW XRCD/2022年180G LP黑膠/2022年180G Transparent Blue限量編號珍藏版 LP |
| 1996年12月 | 都是夜歸人 | 第3張國語專輯 | 國語 | 上華唱片 | 1996年台灣版/2022年10月NEW XRCD/2022年10月SHMCD/2023年1月180GLP                                                                                      |
| 1997年12月 | 蔓延       | 第4張國語專輯 | 國語 | 上華唱片 | 1997年台灣版/1997年香港版/2005年環球留聲復刻版/2024年黑膠180G LP                                                                                     |
| 1998年3月  | 好美靜     | 第1張粵語專輯 | 粵語 | 上華唱片 | 香港版 |
| 1998年8月  | 一場朋友   | 第1張粤語EP   | 粤語 | 上華唱片 | 香港版/新加坡版 |
| 1999年1月  | 快樂無罪   | 第5張國語專輯 | 國語 | 上華唱片 | 台灣版/2005年環球留聲復刻版 |
| 2000年3月  | 靜電       | 第6張國語專輯 | 國語 | 上華唱片 | 台灣版 |

### 精選專輯
| 發行日期   | 專輯名稱          | 專輯型態      | 語言      | 唱片公司 | 版本 |
| 1997年4月  | 靜聽精彩13首      | 第1張精選專輯 | 國語/粵語 | 上華唱片 | 1997年上華香港版/1997年上華台灣版/2002年環球XRCD版/2010年環球K2HD版/2012年環球LP版/2020年新藝寶24K Gold CD                                     |
| 1999年6月  | Review 1996～1999 | 第2張精選專輯 | 國語      | 上華唱片 | 1999年盒帶版/1999年台灣CD版/2007年永遠的朋友典藏系列(附贈寂靜蔓延美聲精選DVD)/2017年180G LP/2017 New XRCD+SHM/2024 180克 (1-LP) (透明天空藍膠) |
| 2003年10月 | 完美靜選          | 第3張精選專輯 | 國語      | 上華唱片 | 香港版 |
| 2005年1月  | 國語真經典-許美靜 | 第4張精選專輯 | 國語      | 上華唱片 | 香港版 |
| 2006年     | 醇經典-許美靜     | 第5張精選專輯 | 國語/粵語 | 環球唱片 | 大陸版 |

### 單曲
| 發行日期 | 歌曲名稱    | 專輯型態 | 語言 | 備註                                      |
| 2000年   | 星月        | 單曲     | 國語 | 新加坡NDP 2000 Theme Song                 |
| 2000年   | Shine On Me | 單曲     | 英語 | 新加坡NDP 2000 Theme Song(Feat.Jai Wahab) |
| 2001年   | 看電視      | 單曲     | 國語 | 與蔡健雅、孫燕姿合唱新傳媒第八波道台歌    |
| 2008年   | 留下        | 單曲     | 國語 | 《安娜與安娜》電影主題曲                  |
| 2008年   | 不知處      | 單曲     | 國語 | 《安娜與安娜》電影插曲                    |
| 2011年   | 當代花木蘭  | 單曲     | 國語 | 《星洲之夜》電視劇插曲                    |
| 2019年   | 交錯的光亮  | 單曲     | 國語 | 《深夜食堂》電影主題曲                    |

### 合輯
| 發行日期 | 歌曲名稱 | 專輯名稱       | 語言 | 唱片公司 | 備註                 |
| 1994年   | 少年的我 | 春天裡         | 國語 | 佳和唱片 | 與鄭思敏合唱         |
| 1995年   | 展翅     | 精挑細選歌影視 | 國語 | 上華唱片 |                      |
| 1995年   | 明知道   | 精挑細選歌影視 | 國語 | 上華唱片 |                      |
| 1997年   | 月光光   | 月光・裡情     | 粵語 | 上華唱片 | 《城裡的月光》粵語版 |

### 原聲帶
| 發行日期  | 歌曲名稱     | 專輯名稱                     | 語言 | 備註         |
| 1998年    | 講理由       | 《冤家宜結不宜解》電視原聲帶 | 粵語 |              |
| 2000年6月 | 咖啡香       | 《瓊園咖啡香》電視原聲帶     | 國語 |              |
| 2007年    | 留下         | 《安娜與安娜》電影原聲帶     | 國語 |              |
| 2007年    | 不知處       | 《安娜與安娜》電影原聲帶     | 國語 |              |
| 2011年    | 星洲之夜     | 《星洲之夜》電視原聲帶       | 國語 | 華研國際音樂 |
| 2011年    | 你的眼淚     | 《星洲之夜》電視原聲帶       | 國語 | 華研國際音樂 |
| 2011年    | 思念(同游)   | 《星洲之夜》電視原聲帶       | 國語 | 華研國際音樂 |
| 2011年    | 我的快樂世界 | 《星洲之夜》電視原聲帶       | 國語 | 華研國際音樂 |

### 實況合輯
| 發行日期 | 歌曲名稱   | 專輯名稱 | 語言 | 唱片公司 | 備註                 |
| 1996年   | 遺憾       | 爭奇鬥艷 | 國語 | 上華唱片 |                      |
| 1996年   | Imagine    | 爭奇鬥艷 | 英語 | 上華唱片 |                      |
| 1996年   | 寄託       | 爭奇鬥艷 | 國語 | 上華唱片 |                      |
| 1996年   | 城裡的月光 | 爭奇鬥艷 | 國語 | 上華唱片 |                      |
| 1996年   | 愛的箴言   | 爭奇鬥艷 | 國語 | 上華唱片 | 與許茹芸合唱         |
| 1996年   | 送別       | 爭奇鬥艷 | 國語 | 上華唱片 |                      |
| 1996年   | 萍聚       | 爭奇鬥艷 | 國語 | 上華唱片 | 與許茹芸、李翊君合唱 |

### 影音專輯
| 發行日期 | 專輯名稱         | 專輯型態 | 語言    | 發行公司 |
| 2001年   | 寂靜蔓延美聲精選 | 第1張DVD | 國/粵語 | 上華唱片 |

### 創作歌曲
| 發表時間 | 歌曲              | 詞 | 曲 | 專輯               | 備註                                     |
| -------- | ----------------- | -- | -- | ------------------ | ---------------------------------------- |
| 1994     | 只是這人生        |    |    | 明知道、都是夜歸人 | （與陳佳明合作）                         |
| 1994     | 明知道(Unplugged) |    |    | 明知道             | （與陳佳明合作）                         |
| 1994     | 明知道            |    |    | 明知道、遺憾       | （與陳佳明合作）                         |
| 1995     | 寄託              |    |    | 遺憾               | （與陳佳明合作）                         |
| 1995     | 愛情              |    |    | 遺憾               | （與陳佳明合作）                         |
| 1995     | 生活              |    |    | 遺憾               | 粵語版為《我到底要什麼》（與陳佳明合作） |
| 1996     | 顏色              |    |    | 都是夜歸人         |                                          |
| 1997     | 交通              |    |    | 蔓延               | 粵語版為《遊戲》                         |
| 1997     | 紅顏              |    |    | 蔓延               |                                          |
| 1997     | 漩渦              |    |    | 蔓延               | 粵語版為《幸福》                         |
| 1997     | 夢見              |    |    | 蔓延               |                                          |
| 1998     | 幸福              |    |    | 好美靜             | 國語版為《漩渦》                         |
| 1998     | 我到底要什麼      |    |    | 好美靜             | 國語版為《生活》                         |
| 1998     | 遊戲              |    |    | 好美靜             | 國語版為《交通》                         |
| 1998     | 失戀不是一切      |    |    | 一場朋友           | （與陳佳明合作）                         |
| 1998     | 不散不見          |    |    | 一場朋友           | 國語版為《讓位》                         |
| 1998     | 情理              |    |    | 一場朋友           | 國語版為《我想》                         |
| 1999     | 讓位              |    |    | 快樂無罪           | 粵語版為《不散不見》（與陳佳明合作）     |
| 1999     | 我想              |    |    | 快樂無罪           | 粵語版為《情理》                         |
| 1999     | 風的嘆息          |    |    | 快樂無罪           | （與陳佳明合作）                         |
| 2000     | 曇花              |    |    | 靜電               | （與陳佳明合作）                         |
| 2000     | 今天的太陽        |    |    | 靜電               |                                          |

## 派台作品成績（香港地區）
| 派台歌曲四台上榜最高位置 | 派台歌曲四台上榜最高位置 | 派台歌曲四台上榜最高位置 | 派台歌曲四台上榜最高位置 | 派台歌曲四台上榜最高位置 | 派台歌曲四台上榜最高位置 | 派台歌曲四台上榜最高位置      |
| ------------------------ | ------------------------ | ------------------------ | ------------------------ | ------------------------ | ------------------------ | ----------------------------- |
| 唱片                     | 歌曲                     | 903                      | RTHK                     | 997                      | TVB                      | 備註                          |
| 1996年                   |                          |                          |                          |                          |                          |                               |
| 遺憾                     | 遺憾                     | /                        | /                        | /                        | /                        |                               |
| 遺憾                     | 鐵窗                     | /                        | 2                        | /                        | /                        |                               |
| 1997年                   |                          |                          |                          |                          |                          |                               |
| 都是夜歸人               | 只是這人生               | /                        | /                        | /                        | /                        |                               |
| 靜聽精彩13首             | 明知故犯                 | 1                        | 1                        | 1                        | /                        | 三台冠軍歌 國語版為《明知道》 |
| 靜聽精彩13首             | 傾城                     | /                        | 1                        | /                        | /                        | 國語版為《迷亂》              |
| 月光·裡情                | 月光光                   | /                        | 5                        | /                        | /                        | 國語版為《城裡的月光》        |
| 蔓延                     | 蔓延                     | 12                       | 1                        | 5                        | 2                        |                               |
| 1998年                   |                          |                          |                          |                          |                          |                               |
| 好美靜                   | 蠢女人                   | 12                       | 2                        | 7                        | 2                        | 國語版為《鐵窗》              |
| 好美靜                   | 少數                     | 9                        | 3                        | 6                        | 7                        | 國語版為《想家》              |
| 好美靜                   | 想家的女人               | 11                       | -                        | -                        | -                        | 國語版為《玫瑰》              |
| 一場朋友                 | 一場朋友                 | 19                       | 8                        | 18                       | 3                        |                               |
| 1999年                   |                          |                          |                          |                          |                          |                               |
| 快樂無罪                 | 邊界1999                 | -                        | -                        | -                        | -                        |                               |
| 2000年                   |                          |                          |                          |                          |                          |                               |
| 靜電                     | 迫在眉梢                 | -                        | 18                       | 9                        | -                        |                               |
| 2012年                   |                          |                          |                          |                          |                          |                               |
|                          | 星洲之夜                 | -                        | -                        | -                        | -                        |                               |

| 903 | RTHK | 997 | TVB | 備註              |
| 1   | 3    | 1   | 0   | 四台冠軍歌總數：0 |

## 戲劇作品

### 電視劇
- 1995年 《豆腐街》
- 1997年 《我們一家都是人》
- 1998年 《衛斯理傳奇》
- 1999年 《新好男人》

### 電影
- 1999年 《三條人》(Away with Words)

## 外部連結
- 許美靜的Instagram帳戶